# Frederiks Station
Frederiks Station er en nedlagt jernbanestation i Frederiks. Den blev indviet samtidig med Herning-Viborg banens åbning i 1906, og nedlagt i 1971. 
Stationen blev placeret placeret på et bart stykke jord uden bebyggelse i nærheden. Der er var på det tidspunkt ingen by, og stationen tog navn efter Frederiks Kirke som lå 400 meter væk. Bygningen  blev tegnet af Statsbanernes overarkitekt Heinrich Wenck. Byen Frederiks opstod kort tid efter åbningen. 
I 1913 ankom et af de mere specielle godstog til Frederiks. 400 rensdyr havde taget turen fra Lapland til den midtjyske hede. Fra togvognene blev de flyttet over på hestevogne, der kørte dem det sidste stykke ud til renparken i Kongenshus.
I følge lov af 3. marts 1971 blev det besluttet at DSB skulle nedlægge en række strækninger. Heriblandt var også Herning-Viborg banen. Person- og godstrafikken med tog ophørte fra Frederiks Station den 23. maj 1971. De efterfølgende år blev godset transporteret fra stationen i Frederiks til Viborg Station med lastbil.
Hovedbygningen bliver i dag brugt til privat beboelse, og den lille fragtbygning er ejet af Frederiks Borgerforening.